# Bernard Artigau
Bernard Artigau (28. srpna 1894, Licq Atherey – 3. května 1968, Buenos Aires) byl 26.–37. nejúspěšnějším francouzským stíhacím pilotem první světové války s celkem 12 uznanými sestřely.
Za války sloužil u jednotek N.15 a SPA.15.
Během války získal mimo jiné tato vyznamenání: Médaille militaire, Légion d'honneur, francouzský Croix de guerre a belgický Croix de Guerre.